# Pueblos grecolatinos
Los pueblos grecolatinos o grecorromanos son un histórico grupo etnolingüístico entre los pueblos griego y latino que, originarios del sur de Europa, se identifican por compartir la cultura grecorromana, más el uso del idioma griego (que pertenece a la rama griega de las lenguas indoeuropeas) y las lenguas romances (un subgrupo de la familia lingüística indoeuropea que se diversificaron a partir del latín).

## Historia cultural
El propio Imperio romano, construido con la base cultural y social de la Antigua Grecia, ha tenido una influencia duradera con un amplio alcance geográfico en una gran variedad de aspectos culturales, incluidas las instituciones estatales, la ley, los valores culturales, las creencias religiosas, los avances tecnológicos, ingeniería y lenguaje. Este legado sobrevivió tras la caída del propio Imperio (siglo V d. C. en el oeste y siglo XV d. C. en el este) y continuó dando forma a otras civilizaciones europeas, un proceso que continúa hasta nuestros días. Las ciudades como Alejandría (Egipto), Atenas (Grecia) y Roma (Italia) eran la civitas (etimología de la palabra "ciudad") durante la Edad Antigua y conectadas con la cultura occidental, sobre la cual se construyeron las culturas posteriores. Fuera de Italia, los territorios  más romanizados fueron las  provincias romanas instauradas en Dacia, Galia e Hispania.
Un legado principal es la lengua latina de la Antigua Roma, personificada por el latín clásico utilizado en la literatura latina, que evolucionó durante la Edad Media y permanece en uso en la Iglesia católica como latín eclesiástico. El latín vulgar, la lengua común utilizada para las interacciones sociales regulares, evolucionó simultáneamente a las diversas lenguas románicas que existen hoy en día (principalmente: español, francés, italiano, portugués y rumano). Aunque el Imperio romano de Occidente cayó en el siglo V d. C. tras las conquistas de los pueblos germánicos, el Imperio bizantino (Imperio romano de Oriente), con su capital en Constantinopla, continuó hasta su caída por los otomanos en el siglo XV d. C. y consolidó la lengua griega en muchas partes del Mediterráneo; incluso después de las primeras conquistas musulmanas del siglo VII d. C. Aunque hubo un pequeño renacimiento moderno de la religión helenística con el Helenismo, el antiguo paganismo romano fue desplazado en gran medida por el cristianismo después del siglo IV d. C. y la conversión cristiana del emperador romano, Constantino I (r. 306-337 AD). La fe cristiana del Imperio romano tardío continuó evolucionando durante la Edad Media y sigue siendo una faceta importante de la religión y la psique del mundo occidental moderno.
La arquitectura de la Antigua Roma durante la Pax Romana, gran parte en deuda con la arquitectura de la Antigua Grecia del período helenístico, ha influido en la arquitectura del mundo occidental, especialmente durante el Renacimiento (siglo XV-XVI) de la Edad Moderna y el Neoclasicismo (siglo XVIII-XIX) de la Edad Contemporánea. La democracia ateniense y el derecho romano (desde la época de la República romana) han dejado un legado perdurable. El calendario juliano de la Antigua Roma formó las bases para el estándar del calendario gregoriano moderno, mientras que las instituciones, el arte, la filosofía, los cánones basados en la mitología, la literatura, la ciencia, la matemática, los inventos de la ingeniería romana (como la construcción de cúpulas de hormigón), y los modelos militares y colonialistas romanos continuaron influyendose después de la caída de Roma.